# Leila George

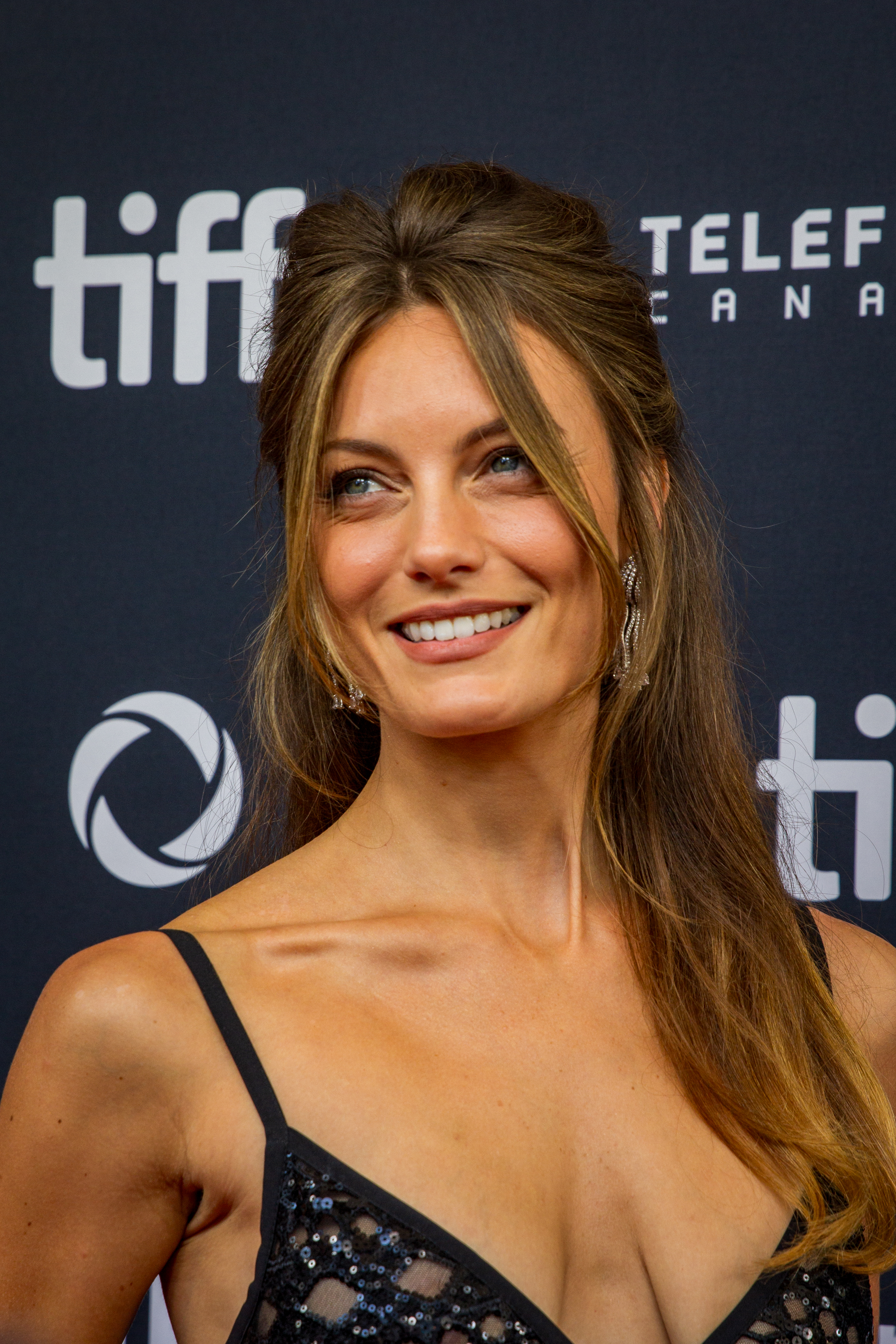
Leila George, 2024

Leila George D’Onofrio (* 20. März 1992 in Sydney) ist eine australische Filmschauspielerin.

## Leben und Karriere
George wurde als Tochter des Schauspielers Vincent D’Onofrio und der Schauspielerin Greta Scacchi geboren. Sie wuchs bei ihrer Mutter in der Grafschaft Sussex auf. Sie nahm Schauspielunterricht an mehreren Privatschulen und hatte mit dem US-Fernsehfilm Mother, May I Sleep with Danger? 2016 ihre erste größere Rolle. Bekannt wurde sie durch ihre Rolle als Katherine Valentine im Film Mortal Engines: Krieg der Städte von Peter Jackson. 2019 spielte sie als Sara Cutler im Western The Kid mit. In jenem Jahr startete sie mit der Serie Animal Kingdom als Janine.
2020 heiratete George ihren über 30 Jahre älteren Schauspielerkollegen Sean Penn. George reichte am 15. Oktober 2021 die Scheidung von Penn ein, welche am 22. April 2022 vollzogen wurde.

## Filmografie (Auswahl)
- 2016: Mother, May I Sleep with Danger? (Fernsehfilm)
- 2018: Mortal Engines: Krieg der Städte (Mortal Engines)
- 2019: The Kid – Pfad der Gesetzlosen (The Kid)
- 2019–2022: Animal Kingdom (Fernsehserie, 39 Episoden)
- 2023: Gonzo Girl
- 2024: He Ain’t Heavy
- 2024: Disclaimer (Miniserie)